# STS-1

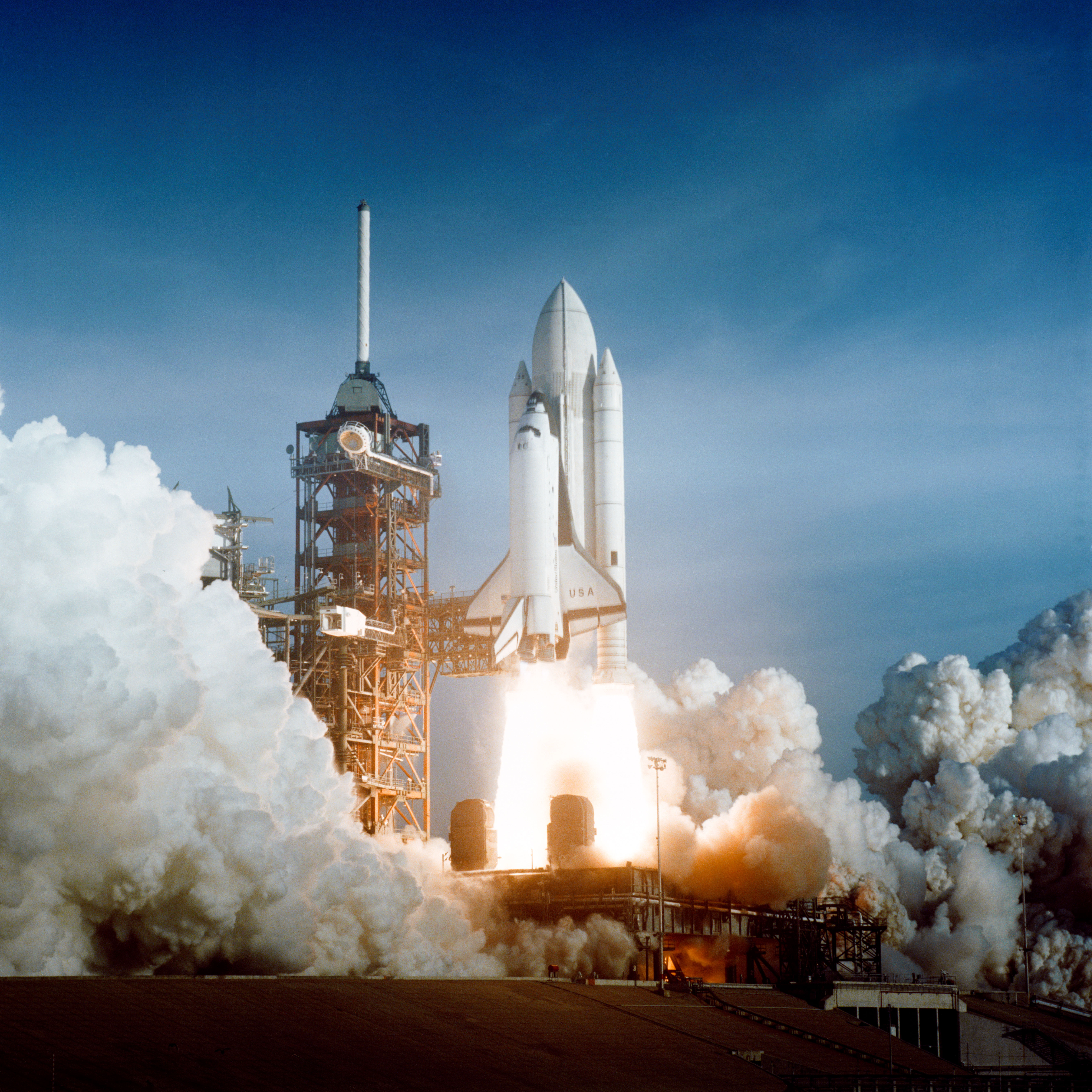
Uppskjutningen av Columbia under STS-1 den 12 april 1981.

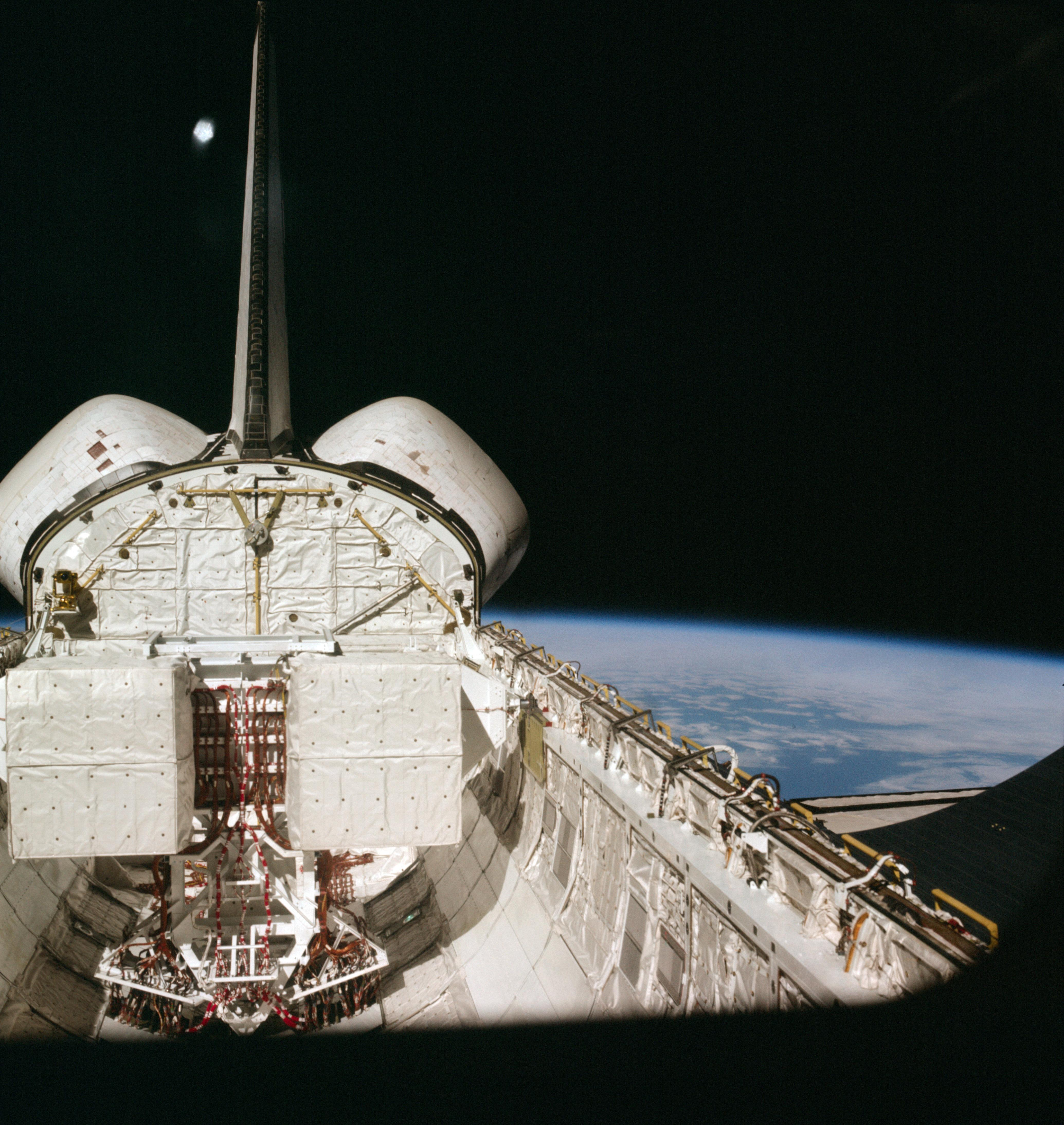
Columbia:s lastrum under STS-1

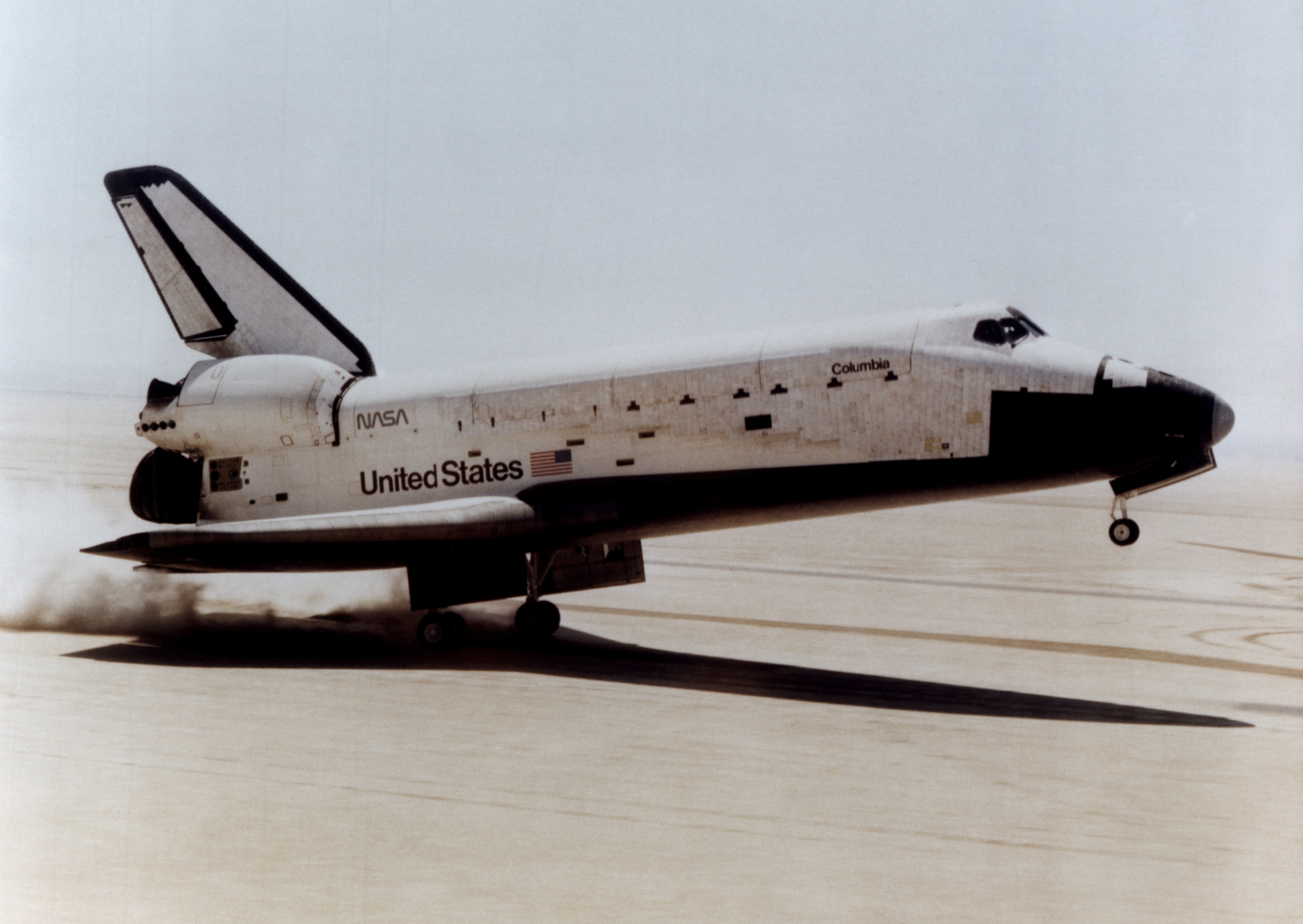
Columbia landar vid Edwards Air Force Base den 14 april 1981.

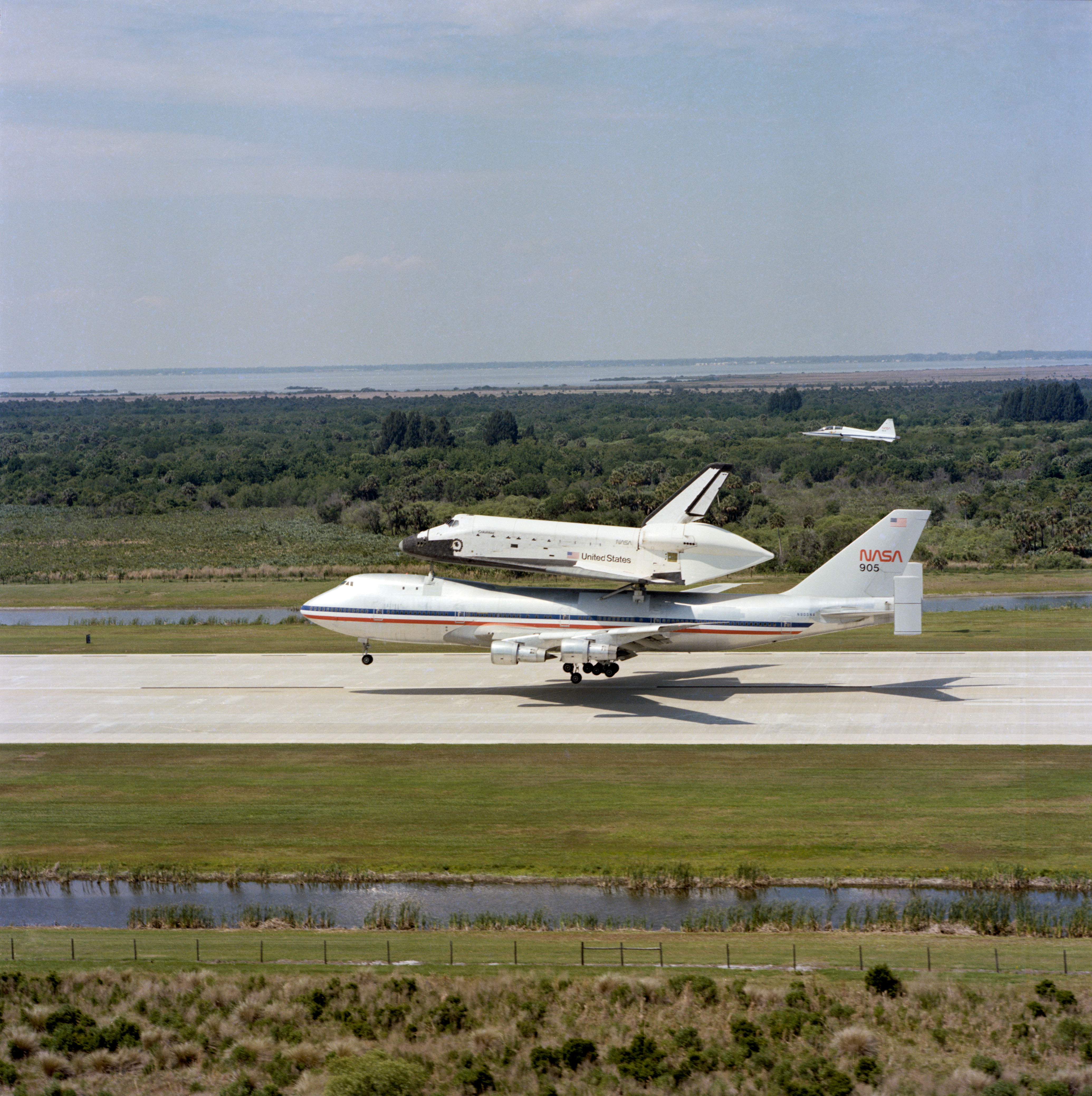
Columbia återvänder till Kennedy Space Center

STS-1 var det första uppdraget för NASA:s rymdfärjeprogram. Rymdfärjan som användes var Columbia. Den sköts upp från Pad 39A vid Kennedy Space Center i Florida den 12 april 1981. Efter drygt två dagar i omloppsbana runt jorden återinträdde rymdfärjan i jordens atmosfär och landade vid Edwards Air Force Base i Kalifornien.
Det var första gången en bemannad rymdfarkost skjutits upp som en raket och sedan landat som ett flygplan.

## Uppdragets besättning
Besättningen utsågs för uppdraget i mars 1978

### Primärbesättning
- John W. Young, befälhavare (5)
- Robert Crippen, pilot (1)

### Reservbesättning
- Joe Engle
- Richard H. Truly

## Uppdragets mål
Besättningen skulle testa rymdfärjan för flygning i rymden och utprova rymdfärjans system. Det var första gången som det genomfördes en flygning med bemannad farkost som inte testats utan besättning innan.

### Uppdragets tester
- ACIP - Aerodynamic Coefficient Identification Package;
- SEADS - Shuttle Entry Air Data System;
- SUMS - Shuttle Upper Atmospheric Mass Spectrometer;
- TFI - Technology Flight Instrumentation;
- DATE - Dynamic, Acoustic and Thermal Environment Experiment;
- IRIS - Infrared Imagery of Shuttle;
- SILTS - Shuttle Infrared Leeside Temperature Sensing;
- TGH - Tile Gap Heating Effects Experiment;
- CSE - Catalytic Surface Effects.

### Värmesköldsplattorna
Efter landningen framkom det att 16 värmesköldsplattor hade ramlat av och 148 var skadade. Men trots detta blev det ingen skada på Columbia då inga vitala plattor hade ramlat av.